# Karl Bastard von Geldern
Karl „de Oude“ Bastard von Geldern (französisch Charles Bâtard de Gueldre; * 1507 vermutlich in Zutphen; † zwischen 10. Juni und 24. Juli 1568 in Zutphen) war ein Hauptmann und Maréchal de camp in geldrischen, habsburgischen, französischen und Danziger Diensten.

## Leben

### Herkunft
Karl Bastard von Geldern war ein nichteheliches Kind von Karl von Egmond (1467–1538), Herzog von Geldern aus dem Haus Egmond. Seine Mutter war Anna van Roderlo († 1539) aus Zutphen, Tochter von Willem van Roderlo († 1496) zu Baeckerweerd (bei Wichmond) und Nederlaar (bei Lochem-Zwiep) und Agnes Caelsack (* um 1438; † 1508).
Sie heiratete 1517 Hendrik van Steenbergen (1490–1540), Herr von Nijenbeek (bei Voorst). Karl Bastard und Peter Bastard von Geldern hatte neben Halbgeschwistern aus weiteren Beziehungen ihres Vaters auch die Halb- bzw. Stiefbrüder Peter und Karel van Steenbergen (* um 1520; † 1578). Walraven Herbertsz. van Myddelyc († 1535) alias Gerrit Boekbinder oder Gert thom Cloester van Nienhuyß, der später eine wichtige Funktion im Täuferreich von Münster wahrnahm, sagte vor seiner Hinrichtung in Utrecht aus, er sei Präzeptor (Hauslehrer) bei Hendrik van Steenbergen gewesen.

### Lothringen, Kurtrier und Hochstift Utrecht
1514 brachte Petit Jehan de Viller, Diener der „Königin von Sizilien“ Philippa von Egmond-Geldern, verwitwete Herzogin von Lothringen und Bar, den „Bastartzoen“ des Herzogs Karl von Egmont zu seiner Tante nach Lothringen. Karl Bastard von Geldern hielt sich 1527 im Alter von 20 Jahren am Hof des Trierer Erzbischofs Richard von Greiffenklau zu Vollrads in Koblenz auf. Er schrieb von dort, dass er da nichts lerne außer Essen und Trinken und den Kriegsdienst bevorzugen würde. Sein Vater scheint ihn und seinen Schwager, den Herzogsohn Franz von Braunschweig-Lüneburg, ohne Erfolg als mögliche Koadjutoren des Bischofs von Utrecht Heinrich von der Pfalz, Herzog in Bayern, vorgeschlagen zu haben. Karl Bastard von Geldern war 1527/28 in die militärischen Auseinandersetzungen um das Hochstift Utrecht involviert. 1529 schickte Herzog Karl von Egmond seinen Sohn, als er fast 22 Jahre alt geworden war, nach Friesland. Er reiste mit seiner Mutter über Nijmegen nach Groningen.

### Geldrischer Statthalter in Friesland
Karl Bastard von Geldern diente „seinem Vater, dem Herzog von Geldern in Kriegsläuften“. 1529–1536 war er geldrischer Statthalter von Groningen mit dem Ommelande und Drenthe und in die kriegerische Auseinandersetzung Herzog Karls von Egmont mit Kaiser Karl V. einbezogen. Karls Halbbruder Peter Bastard von Geldern (1513–1566) kämpfte 1535 als Hauptmann eines Lübeck-Oldenburger Fähnleins in der sogenannten „Grafenfehde“; er wurde bei Helsingborg gefangen genommen und konnte aus dem Gewahrsam des Reichsrates Holger Gregersen Ulfstand († 1542) aus Schloss Häckeberga in Schonen fliehen.
Der verbündete Häuptling Balthasar von Esens aus der Familie Attena bemühte sich 1530, ein Fräulein von Jever – wahrscheinlich Anna von Jever (1499–1536) – mit Karl Bastard von Geldern zu verheiraten. Karl nahm am 8. März 1534 an der Konferenz von Oterdum und Farmsum an der Ems teil, auf der nach der Niederlage Graf Ennos II. von Ostfriesland der Friede von Logum unterzeichnet wurde, der die Geldrische Fehde beendete.
Als eine Gruppe von etwa 70 radikalen Täufern unter der Führung von Jacob Kremer († 1535) im März 1535 versuchte, die Johanniter-Kommende Warffum zu besetzen, ließ der Statthalter von Groningen Karl Bastard von Geldern 30 von ihnen auf dem Friedhof der Sebastiaankerk in Warffum (heute Gemeinde Eemsmond) gefangen nehmen. Kremer wurde Ende April in Groningen enthauptet. Im Oktober erließen Statthalter, Hauptleute (hoofdmannen), Häuptlinge, Schiedsleute (redgers) und Richter von Groningen und der Ommelande eine Gerichtsordnung gegen die „Wiedertäufer“.
Nachdem eine Abteilung der mit Herzog Karl von Egmont verbündeten Dänen unter Meinhart von Hamme am 13. April 1536 Häuser vor dem Poelepoort geplündert und 30 Schiffe beschädigt hatte, schickte die Stadt Groningen zwei Gesandte an die habsburgische Statthalterin Maria von Ungarn nach Brüssel und bot die Übergabe an Karl V. an. Karl Bastard von Geldern verließ die Stadt. Nach Ansicht des zeitgenössischen Historikers Pontus Heuterus wurde er von den Groningern selbst abgesetzt, während der Groninger Syndikus und Historiker Bernhard Alting (* um 1600; † nach 1655) meinte, er sei bei seinem Vater in Ungnade gefallen, weil er dessen Umgang mit der Stadt ablehnte. Der kaiserliche Heerführer Georg Schenck von Tautenburg zog im Juni in Groningen ein.

### Flucht nach Danzig
Nach dem Fall von Groningen floh Karl Bastard von Geldern, um dem Zorn seines Vaters zu entgehen. Er schickte seinen Leibpagen in seinen eigenen Kleidern zur geldrischen Festung Coevorden, wo dieser von dem Kastellan Johan von Selbach kurze Zeit gefangen gehalten wurde; er selbst floh 1536 verkleidet nach Danzig. Junker Karl von Geldern trat in die Dienste der Stadt und erhielt ein Jahrgeld von 800 Mark (= 533 Gulden 10 Groschen).
Nach dem Tod des Gelderner Herzogs Karl von Egmont am 30. Juni 1538 reiste Karl Bastard von Geldern in die Niederlande, um seine Erbschaftsangelegenheiten zu regeln. Im Oktober 1538 verbreitete Henrick von Selbach (Heinrich von Zolbach) (* um 1515; † 1561), ein Sohn Johans von Selbach, in Arnhem das Gerücht, „Joncker Kaerll“ habe einen Alchemisten totgeschlagen oder totschlagen und heimlich zusammen mit seinem Hund begraben lassen. Der Graf von Buren (gemeint ist wahrscheinlich Floris oder Maximilian von Egmond) und andere warfen ihm „Ketzerei“ vor. Heinrich van Norden († nach 1544), Guardian der Franziskaner zu Emden, der an der Formulierung des Logumer Friedensvertrags beteiligt gewesen war, hatte Karl Bastard von Geldern verdächtigt, ein heimlicher Zwinglianer zu sein, andere meinten sogar, er würde zu den Täufern (Mennoniten) gehören, die durch das Wiedertäufermandat des Reichstags zu Speyer 1529 mit der Todesstrafe bedroht waren. Die Vorwürfe wurden untersucht und für unbegründet befunden.

### Geldrische Erbschaften und Jülicher Fehde
Karl Bastard von Geldern zu Coldenhove und sein Halbbruder Karl „de Jonge“ Bastard von Geldern (* um 1515; † 1576) zu Spankeren nahmen am 10. Juli 1539 am Landtag in Arnheim teil. Der Geldersche Landtag genehmigte die Vollstreckung des Testaments von Herzog Karl durch die Exekutoren Graf Joost von Bronckhorst-Borculo, Graf Christoph von Moers und Saarwerden und Rat Zeger van Arnhem (1502–1557). Sein „natuirlicke zoen der altste Kaerll“ erhielt unter anderem das Jagdschloss Haus Coldenhove mit Mühle, Teichen und Zubehör (heute Gemeinde Brummen bei Eerbeek in der Veluwe), das Zijbroek (= tiefes Bruch) mit dem Holzrichteramt zu Loenerbos, einem Waldgebiet (heute Bosgebied Loenen) und dem Gut De Wildbaan in der Bauernschaft Leuvenheim (heute Gemeinde Brummen), den Großen und Kleinen Zehnten zu Rumpt und Gellicum und den Großen Zehnten zu Deil (heute drei Ortsteile von Geldermalsen) mit Pachtland in Rumpt und Eerbeek. Von seiner Mutter, die 1539 starb, erbte er einen Teil des geldrischen Lehengutes Baeckerweerd und Gut Okhorst (bei Wichmond). Bei seiner zweiten Hochzeit besaß er auch das Lehngut Nederlaar und das Gut Heyinck (beide bei Lochem), Haus Gijsbertsslach bei Coldenhove und ein Haus in Zutphen. Als Luloff zu Rydt († 1554/61) ein Cousin seiner Mutter starb, hatte sich Karl Bastard von Geldern um dessen Lehngüter in Geldern bemüht.
Von Februar 1539 bis zum Vertrag von Venlo 1543 regierte Herzog Wilhelm V. von Kleve-Jülich-Berg das Herzogtum Geldern. 1539 wurde Karl von Geldern zu Coldenhove in den Ritterstand der Veluwe eingeschrieben. Nach eigenem Bekunden stand er in seinem Leben mehrmals im Dienst Kaiser Karls V. „jenseits des Gebirges und anderswo hin und her, zu Pferde und zu Fuß in vielen Kriegsläuften“. Im Herbst 1542 beteiligte sich Karl Bastard von Geldern an einer habsburgisch-burgundischen Offensive in das Herzogtum Jülich. Für entstandene Schäden wurde er von Herzog Wilhelm V. 1543 vor dem Reichskammergericht wegen Landfriedensbruch verklagt. Im Herbst 1543 diente „Juncker Carl von Gellern“ als Leutnant der kaiserlichen Truppen in einem Kontingent von elf Fähnlein niederländischer Landsknechte des Kriegsobersten Maximilian von Egmond, Graf von Büren (Bewren), unter Feldmarschall Johann Hilchen von Lorch bei der Belagerung von Landrecies und der Einnahme von Cambrai durch Karl V. Junker Karl von Geldern verließ nach seiner eigenen Darstellung die kaiserlichen Dienste, „um nicht gegen evangelische Fürsten zu kämpfen“.

### Dienst als französischer Offizier
Bei der Bewerbung um eine Hauptmannsstelle in Danzig versicherte Karl Bastard von Geldern 1548, dass er „als kaiserlicher Marschall dem König von Frankreich“ –  Franz I. (reg. 1515–1547) – gedient habe. Für eine Offiziers-Tätigkeit in französischen Diensten vor 1547 kommt nur die Zeit ab 1543 in Frage. In einem Prozess vor dem Hof von Geldern in Arnhem gab Karl Bastard von Geldern 1545 an, dass er 1543 im Dienst „des Königs“ gestanden und der Amtmann von Tielerwaard – Bruin van der Schueren – ihm in dieser Zeit den Zehnten zu Rumpt vorenthalten habe. Karls Halbbruder Peter Bastard von Geldern (Petter van Gelder; Peter of Geldres; Peter Bursterde of Guilders) stand 1545/46 auf der Gegenseite im Dienst König Heinrichs VIII. von England.
1545 heiratete Karl Bastard von Geldern Elisabeth van Beuningen (Buning) († nach 1553), deren Eltern ein Haus in Amsterdam besaßen und dort verstarben. Ubbo Emmius und ihm folgend spätere Literatur setzen als Ort dieser Heirat Danzig an. Emmius ging allerdings davon aus, dass Karl Bastard von Geldern ab 1536 bis zu seinem Tod ausschließlich in Danzig gelebt hat. Die nachmalige Amsterdamer Patrizierfamilie van Beuningen stammte aus Nimwegen, einer an Geldern verpfändeten ehemaligen Reichsstadt. Sie hatte einige mennonitische Mitglieder, die nach Westpreußen auswanderten. Eine Schwester der Elisabeth van Beuningen war mit einem ostfriesischen Prädikanten (priester) verheiratet.
Nach einer Mitteilung seines Bibliothekars Felix König (* um 1500; † 1549) vermutete Herzog Albrecht von Preußen im Sommer 1546, Junker Karl von Geldern habe sich für den Dienst des Ordens unter Landmeister Hermann von Brüggenei in Livland verpflichtet. Tatsächlich beabsichtigte Karl Bastard von Geldern damals aber, in Kürze wieder nach Danzig zu reisen.

### Kriegshauptmann der Stadt Danzig
Seit dem 6. Juni 1548 war Karl Bastard von Geldern Kriegshauptmann der Stadt Danzig. Er verpflichtete sich, der Stadt in Frieden und Krieg lebenslang zu dienen. Der Rat der Stadt übertrug ihm das Gut Wartsch (heute Warcz in der Gemeinde Gmina Trąbki Wielkie), dessen jährlicher Ertrag mit 1000 Goldgulden angesetzt war, und sicherte darüber hinaus ein Jahresgehalt von 400 Gulden zu. Für den Fall, dass Kaiser Karl V. den in Geldern gelegenen Besitz Karls von Geldern konfiszieren sollte, dessen Wert auf 20.000 Mark in brabantischer Währung geschätzt wurde, versprach der Rat, ihn schadlos zu halten.
Sein ehemaliger Groninger Kaplan Hermann van Bommeln, der nach seinem Übertritt zum Protestantismus 1535 nach Westpreußen geflohen war, trat 1539–1553/54 als Geschäftsagent Herzog Albrechts von Preußen auf. Er siedelte Taufgesinnte und Lutheraner im Danziger Werder (Weichseldelta) an und war um 1550 mennonitischer Prediger. Um 1550 soll auch Karl von Geldern auf dem Danziger Werder gelebt haben. Herzog Albrecht ließ ihn über Hermann van Bommeln grüßen. 1550 erwarb Karl Bastard von Geldern das Gut Reichenberg (heute Rychemberk / Bogatka in der Gemeinde Pruszcz Gdański) und 1553 weiteren Besitz in dessen Nähe. 1552 wurde Karl Bastard von Geldern erneut mit Vorwürfen wegen seiner religiösen Haltung konfrontiert, als er aus Danzig kommend durch Utrecht ritt. Die Anschuldigungen wurden von Jean de Ligne-Barbençon, Graf von Arenberg, erhoben, der 1565 sein Schwiegeronkel wurde.
Im Sommer 1554 überbrachte Junker Karl von Geldern zusammen mit drei Danziger Ratsherren dem Bürgermeister Johann von Werden einen Bericht über das vor Bremen und in Mecklenburg liegende Kriegsvolk, den dieser noch eine Woche vor seinem eigenen Tod an Herzog Albrecht von Preußen und König Sigismund II. August von Polen weiterleitete; Karl Bastard von Geldern traf auch selbst mit dem polnischen König zusammen. Es handelte sich bei dem „Kriegsvolk“ um versprengte „gardende“ Landsknechthaufen, die nach der Schlacht bei Sievershausen durch Mecklenburg bis Pommern gezogen waren, Wildeshausen (Vuilhausen) besetzt hielten und Hamburg belagerten. Die Söldnerführer Georg von Holle und Hilmar von Münchhausen warben unter ihnen im Einvernehmen mit Herzog Heinrich II. von Braunschweig-Lüneburg-Wolfenbüttel 24 Fähnlein Soldaten für die fränkischen Stände an.

### Zerwürfnis mit dem Rat der Stadt Danzig
1555 war Karl Bastard von Geldern weiterhin in die Ritterschaftsmatrikel der Veluwe eingetragen und hatte einen Wohnsitz in Ingen (bei Buren).
1557 wandte er sich in scharfen Worten gegen den Stadtrat, als er im Danziger Rathaus in einer Reichenberger Angelegenheit für seine Nachbarn eintrat. Er wurde daraufhin von seinen Pflichten entbunden, und das Gut Wartsch wurde ihm entzogen. Zwei Jahre später erhielt er eine Entschädigung von 2000 Goldgulden.

### Maréchal im Italienischen Krieg
Karl Bastard von Geldern diente Heinrich II. von Frankreich in den Italienischen Kriegen der späten 1550er Jahre als „Maréchal“ im Generalsrang in Italien, Frankreich und vor allem in Deutschland.

### Bemühung um eine Anstellung in England
Um 1559/60 reiste Karl Bastard von Geldern in das Herzogtum Geldern. 1560 war er weiterhin mit Coldenhove belehnt. Im Juli 1560 bot Karl Bastard von Geldern seine Dienste Königin Elisabeth I. von England an. Ein Angebot des französischen Königs Franz II. habe er vor drei Monaten abgelehnt, weil er nicht gegen die „wahre Religion“ (die reformierten Hugenotten) kämpfen könne. Er berichtete von Begegnungen mit König Sigismund II. August von Polen und von Briefen von Johannes a Lasco an Elisabeths I. Bruder Eduard VI., in denen er selbst erwähnt wurde. Karl Bastard von Geldern ließ das lateinische Bewerbungsschreiben von Hendrik Boshoff († 1562/63) aus Coldenhove und Suideras (heute Wichmond-Vierakker, Gemeinde Bronckhorst) verfassen, der mit seiner Mutter verwandt war: Hendriks  Urgroßmutter Antonia Caelsack war eine Schwester von Karls Großmutter Agnes Caelsack.
Ein Sohn des Karl Bastard von Geldern hielt sich 1563 im Hause des Jan van Utenhove in London auf und vermittelte über Utenhove Nachrichten aus Polen an den englischen Hof, die er über seinen Vater in Danzig vom Reichstag zu Petrikau erhalten hatte.

### Zweite Eheschließung
1565 heiratete Karl von Geldern in zweiter Ehe Maximiliana von der Marck-Arenberg, eine nichteheliche Tochter von Graf Robert III. von der Marck-Arenberg († 1541), mit dem dessen Familienzweig ausstarb. Die Trauzeugen waren Jean de Ligne-Barbençon, Graf von Arenberg, und seine Frau Margaretha von der Marck-Arenberg, eine Tante der Braut, Engelbert Evertsz. van Enss († 1567), Kastellan von Coevorden und Drost von Drenthe, Jost von Campen († um 1585), Herr von Sart-Pasteau (bei Gembloux-Grand-Leez) und Laneffe, Goswin VI. von Raesfeld († 1566), Herr zu Hackfort (bei Vorden), Jacob III. van Heeckeren († 1579) zu Roderlo, Mauritz Ripperda (1530–1616) zu Vorden und Petkum und Jacob van Goltstein († 1569), Schöffe und Rat zu Zutphen, sowie seine beiden Söhne Adolph und Carel aus erster Ehe.
Am 10. Juni 1568 verfasste Karl Bastard von Geldern, schwer erkrankt, in Zutphen sein Testament, am 24. Juli 1568 war er verstorben.

## Familie
Karl Bastard von Geldern heiratete 1545 Elisabeth van Beuningen († nach 1553). In zweiter Ehe war er seit dem 5. Juni 1565 mit Maximiliana von der Marck–Arenberg († 1616), verheiratet. Seine Kinder waren:
1. (aus ⚭ I.) Adolf von Gelder († 1597), 1568 unter anderem belehnt mit Caldenhove, Ockhorst, einem Anteil an Baeckerweerd und dem Gut De Wildbaan bei Brummen,[40] 1570 in Preußen und 1588 in Danzig bezeugt, ⚭ im August 1568 (verlobt im Februar 1567) mit päpstlichem Dispens in Voorst seine Kusine Geertruid van Steenbergen († 1610), Tochter von Karel van Steenbergen und Geertruid van Renesse,[67] sie lebte als Witwe in Amsterdam im Haus De Witte Oliphant in Amsterdam,[68] begraben in der Oude Kerk,
  1. Christopher von Geller (1576–1641),[69] ⚭ 1621 Anna van Mollen (1600–1666),[67] Tochter des Ambrosius van Mollen aus Lier in Brabant,[70] Kinder, geboren in Danzig:
    1. Anna von Geldern (* 1623), ⚭ Johan Kreiss,
    2. Carolus von Gellern (1624–1673),
    3. Adolphus von Geldern (* 1628; † nach 1680),
    4. Gertrude von Geldern, ⚭ Gillis Tibaut,
    5. Christoffer von Geldern († 1671/79),
2. Karl von Geldern († 1600), erbte die väterlichen Güter zu Reichenberg, wohl identisch mit Karl von Gellern, Advokat zu Danzig, der im November 1597 Judith Dittmer heiratete (sie ⚭ II. 1605). Hendrik ter Haar (Heinrich Harius) (1539–1599)[A 12] aus Ruurlo in Geldern, Konrektor des Salentinischen Gymnasiums in Paderborn, widmete ihm ein Gedicht.[71] Karl von Geldern fing wiederholt „Missetäter“ im Auftrag der Stadt Danzig, führte einen Rechtsstreit mit Peter Spinosa (Pedro de Spinoza),[72] begraben in der Marienkirche. Kinder, geboren in Danzig:
  1. Anna von Gellern (* 1599),
  2. Elisabeth von Gellern (* 1600),
3. NN. (Sohn) van Geldern († wahrscheinlich nach 1548), in Westpreußen gestorben,
4. (aus ⚭ II.) Margriet van Geldern (* 1566; † nach 1568).